# Strychnos bicolor
Strychnos bicolor är en tvåhjärtbladig växtart som beskrevs av Prog.. Strychnos bicolor ingår i släktet Strychnos och familjen Loganiaceae. Inga underarter finns listade i Catalogue of Life.